# Piezarina smaragdina
Piezarina smaragdina is een keversoort uit de familie boktorren (Cerambycidae). De wetenschappelijke naam van de soort is voor het eerst geldig gepubliceerd in 1976 door Martins.